# Mapowanie bezpośrednie
Mapowanie bezpośrednie (ang. Direct Mapped) – jeden ze sposobów odwzorowywania pamięci głównej w bloku pamięci podręcznej. Do pamięci podręcznej zostaje przeniesiona strona z pamięci głównej. Zaletami takiego mapowania są prostota konstrukcji i szybkie wyszukiwanie informacji. Wadą jest konieczność wczytywania całych stron z pamięci głównej i zastępowania nimi pamięci podręcznej w przypadku, gdy wymagane jest pobranie informacji z linijek innej strony, nawet jeżeli wiadomo, że za chwilę będzie trzeba się z powrotem odwołać do danych ze strony wcześniejszej.